# Волфендейл, Арнольд
Сэр Арнольд Уиттекер Волфендейл (англ. Arnold Whittaker Wolfendale; 25 июня 1927 — 21 декабря 2020) — британский астроном, Королевский астроном с 1991 по 1995 годы.

## Биография
Родился в Рэгби, графство Уорикшир, когда ему было полтора года, его семья переехала во Фликстон, графство Ланкашир. Окончил Манчестерский университет со степенью бакалавра физики в 1948 году, получил Ph.D в 1953 году и степень доктора в 1970 году.
В течение своей карьеры он занимал академические должности в университетах Манчестера (1951—1956), профессора физики в университете Дарема (1956—1992), а также университетах Цейлона и Гонконга. В 1996 году стал профессором экспериментальной физики в Королевском институте Великобритании.

## Личная жизнь
Женился на Одри Дарби в 1951 году. У них было два сына-близнеца. Его жена умерла в 2007 году.

## Награды
Избран членом Королевского астрономического общества в 1973 году (президент в 1981—1983) и членом Королевского общества в 1977 году. С 1991 по 1995 годы занимал должность Королевского астронома. С 1994 по 1996 — президент британского Института физики. Почётный профессор университета Дарема. В его честь названа одна из учебных аудиторий университета.
В число наград также входят:
- Личное рыцарство (1995 год)
- Бейкеровская лекция (2002)
- Vainu Bappu Memorial Award, Индийская национальная академия наук (2013)